# Sydkoreas håndboldlandshold (damer)
Sydkoreas håndboldlandshold er det sydkoreanske landshold i håndbold for damer. Det har vundet VM i 1995 og har vundet OL-guld i 1988 og i 1992. Desuden har holdet også vundet Asienmesterskabet seksten gange.
Ud over de 15 titler ved de asiatiske mesterskaber var de største succeser for det sydkoreanske landshold at vinde de to guldmedaljer ved de Olympiske lege i 1988 i Seoul og 1992 i Barcelona. Der med også taget verdensmesterskabet i 1995, som de vandt for første gang og dermed blev det første ikke-europæiske land til at vinde VM. Bemærkelsesværdig er også deres kontinuerlige deltagelse i de Olympiske lege, der har været siden 1984, hvorved holdet nåede til semifinalerne hver gang indtil 2016. I alt har de vundet seks medaljer ved Sommer-OL. De vandt Asian Games-håndboldturneringen i Jakarta, for syvende gang i 2018..
De er en af de mest succesrige landshold på kvindesiden gennem tiden.

## Resultater

### Olympiske lege
| År   | Position | Turnering   | Vært           |
| ---- | -------- | ----------- | -------------- |
| 1984 | 2        | Los Angeles | USA            |
| 1988 | 1        | Seoul       | Sydkorea       |
| 1992 | 1        | Barcelona   | Spanien        |
| 1996 | 2        | Atlanta     | USA            |
| 2000 | 4        | Sydney      | Australien     |
| 2004 | 2        | Athens      | Grækenland     |
| 2008 | 3        | Beijing     | Kina           |
| 2012 | 4        | London      | Storbritannien |
| 2016 | 10       | Rio         | Brasilien      |
| 2020 | 8        | Tokyo       | Japan          |

### VM i håndbold
- 1978: 12-10.-plads
- 1982: 6.-plads
- 1986: 11.-plads
- 1990: 11.-plads
- 1993: 11.-plads
- 1995:  Guld
- 1997: 5.-plads
- 1999: 9.-plads
- 2001: 15.-plads
- 2003:  Bronze
- 2005: 8.-plads
- 2007: 6.-plads
- 2009: 6.-plads
- 2011: 11.-plads
- 2013: 12.-plads
- 2015: 14.plads
- 2017: 13.-plads
- 2019: 11.-plads
- 2021: 14.-plads
- 2023: 22.-plads

### Asien-legene
- 1990:  Guld
- 1994:  Guld
- 1998:  Guld
- 2002:  Guld
- 2006:  Guld
- 2010:  Bronze
- 2014:  Guld
- 2018:  Guld

### Asienmesterskabet
- 1987:  Guld
- 1989:  Guld
- 1991:  Guld
- 1993:  Guld
- 1995:  Guld
- 1997:  Guld
- 1999:  Guld
- 2000:  Guld
- 2002:  Sølv
- 2004:  Bronze
- 2006:  Guld
- 2008:  Guld
- 2010:  Sølv
- 2012:  Guld
- 2015:  Guld
- 2017:  Guld
- 2018:  Guld
- 2021:  Guld

## Seneste Trup
Nuværende trup ved: Sommer-OL 2024 i Paris.
Cheftræner:  Henrik Signell
| Nr. | Navn           | Position     | Kampe | Mål | Klub               |
| --- | -------------- | ------------ | ----- | --- | ------------------ |
| 2   | Song Ji-young  | Højre fløj   | 29    | 55  | Seoul City         |
| 7   | Shin Eun-joo   | Venstre fløj | 56    | 106 | Incheon City       |
| 11  | Ryu Eun-hee    | Højre Back   | 171   | 524 | Győri Audi ETO KC  |
| 12  | Jeong Jun-hui  | Målvogter    | 33    | 0   | Seoul City         |
| 16  | Park Sae-young | Målvogter    | 67    | 0   | Wonderful Samcheok |
| 18  | Han Mi-seul    | Venstre back | 48    | 79  | Incheon City       |
| 19  | Kang Eun-hye   | Stregspiller | 65    | 90  | SK Sugar Gliders   |
| 23  | Wo Bit-na      | Venstre back | 10    | 36  | Seoul City         |
| 24  | Kang Kyung-min | Venstre      | 19    | 40  | Sk Sugar Gliders   |
| 26  | Kang Eun-seo   | Højre back   | 6     | 1   | Incheon City       |
| 27  | Jeon Ji-yeon   | Venstre Back | 5     | 5   | Wonderful Samcheok |
| 31  | Gim Bo-eun     | Playmaker    | 32    | 68  | Wonderful Samcheok |
| 33  | Shin Jin-mi    | Playmaker    | 6     | 9   | Busan City         |

## Kendte spillere
- Lim O-kyeong – Verdens bedste håndboldspiller (1996)
- Kim Hyun-mee – Verdens bedste håndboldspiller (1989)
- Jo Hyo-bi
- Ju Hui
- Ryu Eun-hee
- Han Hyun-sook
- Han Sun-hee
- Lee Mi-young
- Hong Jeong-ho
- Moon Hyang-ja
- Oh Seong-ok
- Park Jeong-lim
- Lee Mi-gyeong
- Woo Sun-Hee